# Samariterhemmets kyrka
Samariterhemmets kyrka är en kyrkobyggnad i Uppsala i Uppsala stift. Den ligger geografiskt inom Uppsala domkyrkoförsamling och fungerar som stadsdelskyrka för en del av Kungsängen. Kyrkan ägs och drivs av Diakonistiftelsen Samariterhemmet som är en fristående stiftelse inom Svenska kyrkan. I trädgården utanför kyrkan står en klockstapel som byggdes år 1956.

## Kyrkobyggnaden
Samariterhemmets nuvarande byggnader är ritade av Carl Bergsten och invigdes 1918. Kyrkan är inrymd i en flygel som enligt de ursprungliga planerna var avsedd som festsal. År 1981 genomfördes en omfattande restaurering och modernisering av kyrkans interiör under ledning av Lars-Olof Thorstensson. Hela den fasta inredningen byttes då ut. Bland annat murades ett nytt altare. Man insatte en enkel ambo som predikstol och den fasta bänkinredningen byttes ut mot lösa stolar.

### Orgel
1955 byggde Grönlunds Orgelbyggeri AB, Gammelstad en mekanisk orgel med slejflåda. Tonomfånget på orgeln är 56/30.
| Manual        | Pedal   |
| Gedackt 8'    | Bihängd |
| Principal 4'  |         |
| Rörflöjt 4'   |         |
| Kvintadena 2' |         |
| Cymbel III 1' |         |
| Regal 8'      |         |